# 三宅康文
三宅 康文（みやけ やすぶみ、1937年 - ）は、東京都出身の男性書体デザイナー。

## 経歴
- 1956年、都立駒場高等学校卒業後、青山美術研究所で学ぶ。
- 1962年、三宅レタリング研究所設立。
- 1964年、銀座三菱ギャラリーにて個展開催。新書体〈簡略化文字〉を提案。
- 1966年、日本レタリングデザイナー協会結成に参加。
- 1968年、第1回レタリング公募展にて会員賞受賞。
- 1970年より写植メーカー、モリサワのリリースする書体をデザイン。
- 1990年代以降はニィスを中心にコンピュータ用フォントを数多く制作している。視認性、可読性を重視した書体デザインを行っている。数多くの企業ロゴタイプを制作しているほか、文字を題材にしたアート作品も発表している。

## 代表作品
- モリサワ
  - じゅんファミリー
  - アローファミリー
- ニィス
  - JTCウインファミリー
  - JTC神楽
  - JTC民芸文字「匠」
- 大日本スクリーン製造
  - ダイゴ
  - ケアゲ
  - オイケ

## 著作
- 『レタリングマニュアル』（1969年11月／創土社）
- 『ひげ文字:モリサワ写植書体』（1981年6月／マール社）
- 『アローGLシャドウ:モリサワ写植体』（1981年8月／マール社）